# Фогт, Ахим
Ахим Фогт (нем. Achim Vogt; 7 декабря 1970 года, Кур, Швейцария) — лихтенштейнский горнолыжник.

## Спортивная карьера

### Победы на этапах Кубка мира
| № | Сезон   | Дата       | Место | Дисциплина        |
| - | ------- | ---------- | ----- | ----------------- |
| 1 | 1994/95 | 3 дек 1994 | Тинь  | Гигантский слалом |

### Выступления на зимних Олимпийских играх
| Олимпийские игры    | Скоростной спуск | Супергигант | Гигантский слалом | Слалом | Комбинация |
| ------------------- | ---------------- | ----------- | ----------------- | ------ | ---------- |
| 1992 Альбервиль     | —                | DNF         | 26                | —      | 30         |
| 1994 Лиллехаммер    | 33               | DNF         | 21                | —      | 24         |
| 1998 Нагано         | —                | —           | DNF               | —      | —          |
| 2002 Солт-Лейк Сити | —                | —           | 23                | —      | —          |